# Ladislau Kemény
Ladislau Kemény (László gróf Kemény de Gyerö-Monostor) (n. ?  – d. 1774) a fost guvernator al Transilvaniei între anii 1758-1762. 